# Британская интервенция в Средней Азии

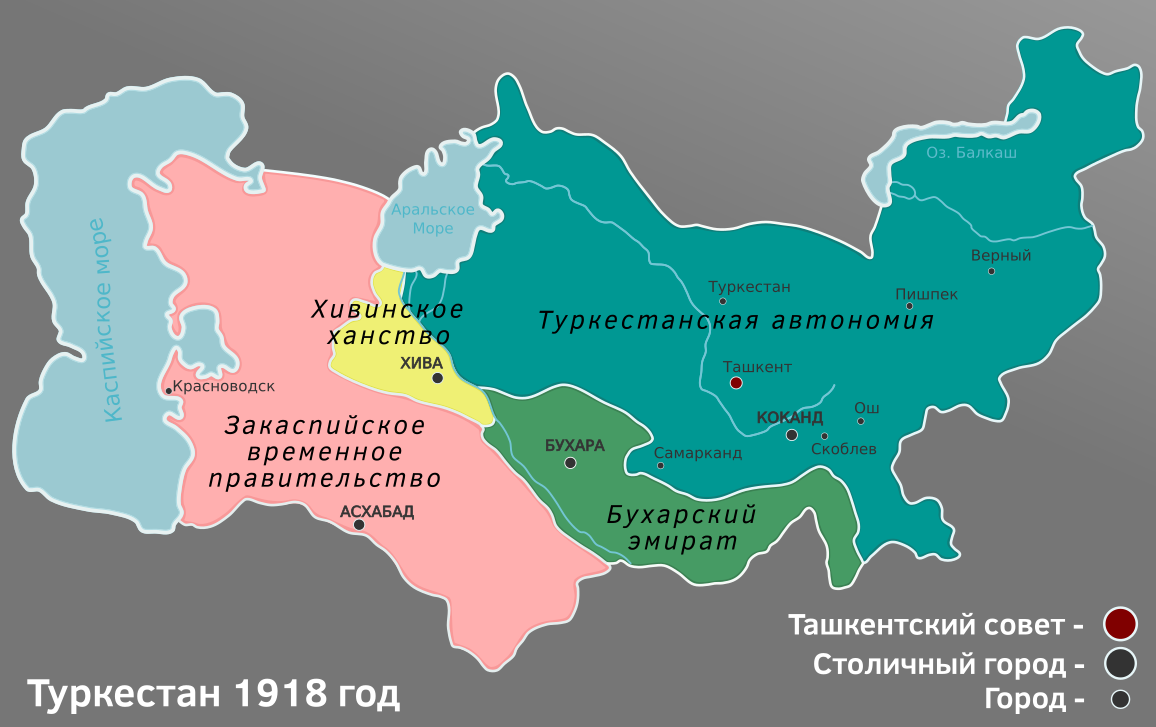
Туркестан в 1918 г.

Британская интервенция в Средней Азии 1918—1920 — военная интервенция Британии в Среднюю Азию во время Гражданской войны в России. Являлась составной частью общего плана Антанты, направленного на уничтожение Советской Республики и свержения большевистского правительства.
В советской историографии выделялось три этапа:
- 1-й (январь — июль 1918 года) — скрытое вмешательство во внутренние дела Туркестана в виде финансовой и военно-технической помощи контрреволюционным силам края;
- 2-й (август 1918 года — март 1919 года) — военное вторжение на территорию Туркестана;
- 3-й (апрель 1919 года — 1920 год) — аналогичный 1-му этапу.

Осуществление своих планов правительство Великобритании возложило на созданную после Февральской революции «Британскую военную миссию в Туркестане» во главе с генерал-майором У. Маллесоном в её состав вошли Р. Тиг-Джонс, Уорд, Джарвис и др. Находясь с августа 1917 в Мешхеде (Северный Иран), миссия установила связи с туркестанскими буржуазными националистами и клерикально-феодальными кругами, а также с правительствами Бухары и Хивы. После Октябрьской революции она стала главной организацией и руководящим центром всех антисоветских сил в Туркестане.
Одновременно с посылкой миссии У. Маллесона в Мешхед правительством Великобритании в Туркестан, непосредственно в Ташкент была послана миссия под руководством полковника Ф. Бейли, в состав которой входил капитан Л. Блэккер и ряд других служащих индусов по происхождению. Эта миссия была направлена в Ташкент через Кашмир, Китай (Кашгар) и далее через Ферганскую долину (Ош и Андижан).

## Поддержка антисоветских сил в январе — июле 1918 года
На 1-м этапе интервенции англичане поддерживали Кокандскую автономию, предоставив ей денежную помощь в размере 500 тыс. руб.; вооружали и готовили армию бухарского эмира. В начале 1918 года с помощью агентов миссии Маллесона была создана «Туркестанская военная организация» (ТВО), имевшая целью сплотить все контрреволюционные силы и развернуть борьбу за свержение Советской власти в Туркестане. Используя идеи панисламизма и пантюркизма, играя на национальных и религиозных чувствах, английские агенты поддерживали силы стремившиеся к отделению Туркестана от Советской России.
После ликвидации «Кокандской автономии» (февр. 1918) англичане, под предлогом защиты интересов Великобритании от угрозы со стороны Германии и Турции начали перебрасывать свои войска из Индии в Северный Иран, граничащий с Закаспийской областью.

## Интервенция в Закаспийской области в августе 1918 — марте 1919

### Асхабадский мятеж и начало интервенции
Под руководством Тиг-Джонса, Варда и Джарвиса эсеры, меньшевики, туркестанские националисты и русские белогвардейцы в июле 1918 года подняли Асхабадский мятеж, захватили Закаспийскую область и создали «Закаспийское временное правительство» (ЗВП), которое 26 июля 1918 года обратилось к англичанам с просьбой прислать военную помощь. 28 июля из Мешхеда в район ст. Баирам-Али, где закрепились войска ЗВП, прибыла английская пулемётная команда (20 человек); 12 августа перешли границу у станции Артык (100 км юго-восточнее Асхабада) батальон 19-го Пенджабского и несколько рот Йоркширского и Хэмпширского пехотных полков, 28-й лёгкий кавалерийский полк и взвод 44-й полевой лёгкой артиллерийской батареи, расположившиеся в Асхабаде и некоторых других пунктах на Закаспийской железной дороге. Красноводск, занятый английским гарнизоном (около 700 человек), стал базой интервентов. В Асхабаде разместился Маллесон со своим штабом.

### Поддержка ТВО и басмачей
14 августа 1918 года в Ташкент прибыла английская военно-дипломатическая миссия в составе Бейли (глава), Блэккера и бывшего генерального консула в Кашгаре (Северо-Западный Китай) Д. Маккартни, официальной целью которой являлось установление связи с правительством Советского Туркестана. В советской историографии закрепилось идея, что главной целью миссии была подготовка контрреволюционного мятежа. Миссия вступила в контакт с «Шура-и-Улема» и басмачами и активно поддерживала деятельность ТВО. По соглашению между миссией и «союзом» непосредственно организация мятежа и руководство выступлениями басмачей возлагались на ТВО, англичане же обязывались снабжать её оружием и деньгами, а затем оказать поддержку войсками. В планах англичан было образование «Туркестанской демократической республики» под контролем Великобритании. «Союзу» был открыт кредит в 22 млн рублей. Англичане предоставили басмачам 100 миллионов руб., 20 тысяч винтовок, 40 пулемётов, 16 горных орудий и несколько миллионов патронов. В Мешхеде для поддержки мятежа готовился отряд сипаев в составе 500 человек с пулемётами.

### Соглашение между ЗВП и англичанами 19 августа 1918
19 августа 1918 года Закаспийское временное правительство (ЗВП) подписало с Маллесоном соглашение, фактически полностью отдавшее Закаспийскую область под контроль англичан. ЗВП обязывалось вести борьбу против Советской власти, запретить вывоз хлопка и передать все его запасы, а также весь Каспийский флот, Красноводский порт и Закаспийскую железную дорогу Великобритании, за что ему была обещана финансовая и военно-техническую помощь. Англичане поставили под свой контроль судоходство на Каспийском море и Челекенские нефтяные промыслы, вывозили металлы, драгоценности, нефть, хлопок, шерсть, ковры, продовольствие, заводское оборудование, железнодорожный подвижной состав и другое. Отделение английского банка в Асхабаде нажило огромные суммы, принимая от населения вклады взамен на фиктивные обязательства. Предприятия, национализированные Советской властью, были переданы бывшим владельцам. Убытки, причинённые английскими оккупационными силами только горному и оросительному хозяйству области, по мнению советских источников, составили свыше 20 млн рублей золотом. Малейшее проявление протеста или недовольства со стороны населения беспощадно подавлялось. До января 1919 года Закаспийское правительство получило от Великобритании 15 млн рублей обязательствами и 2 млн рублей наличными, около 7 тысяч винтовок, несколько млн. патронов и различное военное снаряжение; в свою очередь Закаспийское правительство передало английским войскам продовольствия на 12 миллионов рублей.

### Планы Великобритании по свержению советской власти в Туркестане
Миссия Маллесона разработала план захвата Туркестана путём концентрического наступления на Ташкент английских и эсеро-белогвардейских войск из Закаспийской области, оренбургских белоказаков Дутова со стороны Актюбинска, отрядов Джунаид-хана из Хивы, войск эмира бухарского, белоказаков Семиречья и басмачей Ферганы. Предполагаемая акция должна была быть поддержана контрреволюционными. мятежами, которые готовились в различных пунктах края членами миссии Маллесона в сотрудничестве с американским консулом в Ташкенте Р. Тредуэллом и агентами в американском Красном Кресте и «Ассоциации христианской молодёжи». Они вели также подготовку к военному выступлению находившихся в Туркестане австро-венгерских и германских военнопленных (более 30 тысяч человек).
5 сентября 1918 ЦИК Туркестанской советской республики постановил: 1) объявить частичную мобилизацию преданного Советской власти русского и мусульманского населения; 2) учредить Чрезвычайную следственную комиссию по борьбе с контрреволюцией, спекуляцией и мародёрством; 3) прикрыть территорию Ферганы со стороны Памира военными силами; 4) сосредоточить в безопасных местах запасы хлопка, шерсти, продовольствия и др.
17 сентября Комиссариат по национальным делам обратился к трудящимся Туркестана с призывом встать на защиту Родины от английских захватчиков. Началось формирование воинских отрядов из местного населения.

### Сражение у станции Душак
9 октября 1918 года английские войска (батальон Пенджабского и рота Хемшпирского пехотных полков, 28-й лёгкий кавалерийский полк; 760 штыков, 300 сабель, 40 пулемётов, 12 орудий и 1 самолёт) вместе с войсками ЗВП (1860 штыков, 1300 сабель, 8 пулемётов, 12 орудий, 2 бронепоезда и 1 самолёт) начали наступление на позиции советских войск (2 390 штыков, 200 сабель, 29 пулемётов, 6 орудий и 1 самолёт) в районе ст. Душак (юго-восточнее Асхабада) и после ожесточённых боёв заняли станцию, разгромив советские войска.

### Деникинский период
Однако английские интервенты не оставили попыток захватить Туркестан. С целью объединения антисоветских сил они создали т. н. Кавказско-Каспийский союз, включивший контрреволюционные правительства Терской, Дагестанской и Закаспийской областей. Убедившись в несостоятельности ЗВП, Маллесон заменил его образованным из туркестанских националистов «комитетом общественного спасения» (1 января 1919), но фактически была установлена военная диктатура английских интервентов, с помощью которых в Закаспии утвердились ставленники Деникина. Велось формирование и вооружение белогвардейской Туркестанской армии и басмаческих отрядов, готовились новые контрреволюционные выступления. 19 января вспыхнул антисоветский Ташкентский мятеж 1919, который 21 января был подавлен (за 2 дня).

### Вывод английских войск из Туркестана
Освобождение Оренбурга (22 января 1919) и восстановление железнодорожного сообщения с Туркестаном позволили Советской России оказать большую материальную и военно-техническую помощь Туркестанской республике. В марте 1919 года по решению правительства РСФСР из Туркестана были высланы все иностранные консулы, а также представители американского Красного Креста и «Ассоциации христианской молодёжи». Решительное сопротивление большевиков Туркестана интервенции, возмущение английского пролетариата политикой правительства Великобритании в России, рост национально-освободительного движения против англичан в Индии и Афганистане вынудили английское командование вывести в марте 1919 года свои войска из Закаспийской области в Иран (последние части покинули Закаспий 1 апреля 1919 года, до августа 1919 года в регионе оставался лишь английский гарнизон в Красноводске). Руководство вооруженными силами в Закаспии перешло к командованию Вооруженными Силам Юга России.

## Поддержка антисоветских сил в 1919—1920
После вывода английских войск и разгрома антисоветского подполья англичане сделали ставку на Бухарский эмират, где английские инструкторы готовили к наступлению против Советского Туркестана 40-тысячную армию, а также деникинскую Туркестанскую армию. В 1919 году англичане прислали в Бухару два каравана из 600 и 200 верблюдов с оружием, боеприпасами и другое военное имуществом, а в январе 1920 года — 1200 винтовок, 12 пулемётов, 4 орудия и большое количество патронов и снарядов. После ликвидации Деникинских войск в Закаспии (февраль 1920) и Бухарского эмирата (сентябрь 1920) (см. Бухарская операция (1920)) англичане оказывают помощь басмачеству. В течение длительного времени они снабжали басмачей оружием и деньгами, формировали из них на территории Афганистана и Ирана вооруженные отряды, использовали их для диверсионной деятельности. Уничтожение басмачества положило конец попыткам Великобритании свергнуть советский режим в Туркестане.